# Route nationale 691
Pour les articles homonymes, voir Route 691.
La route nationale 691 ou RN 691 était une route nationale française reliant Treignac à Neuvic. À la suite de la réforme de 1972, elle a été déclassée en RD 16 et RD 991.

## Ancien tracé de Treignac à Neuvic (D 16 & D 991)
- Treignac
- Lestards
- Saint-Yrieix-le-Déjalat
- Égletons
- Lamazière-Basse
- Neuvic